# 1993 v hudbě
Tento článek obsahuje události související s hudbou, které proběhly v roce 1993.

## Události
- rozpadla se americká skupina Pixies
- Zpěvák Bruce Dickinson opustil Iron Maiden. Poslední veřejné vystoupení proběhlo 28. srpna 1993 v pořadu Raising Hell.
- Baskytarista Bill Wyman opouští The Rolling Stones.

## Narození
- 12. srpna – Ewa Farna, zpěvačka

## Zemřeli
- 6. ledna – Dizzy Gillespie, americký jazzový trumpetista
- 3. březen – Carlos Montoya, kytarista, 89
- 28. březen – Buddy Red Bow (44), Lakota country and western zpěvák
- 31. březen – Mitchell Parish, 92, americký básník
- 30. duben – Mick Ronson, kytarista, na rakovinu jater
- 30. květen – Sun Ra, jazzový skladatel
- 5. červen – Harold Jenkins známý jako Conway Twitty zpěvák country rocku
- 14. červenec – Léo Ferré, francouzský zpěvák, písničkář a skladatel
- 31. října – River Phoenix, 23, herec a zpěvák skupiny Aleka's Attic
- 3. listopad – Léon Theremin, vynálezce hudebního nástroje Theremin
- 1. prosinec – Ray Gillen, bývalý zpěvák skupiny Black Sabbath a Badlands
- 4. prosinec – Frank Zappa, americký rockový hudebník a skladatel
- 5. prosinec – Doug Hopkins, kytarista a písničkář

## Alba

### Domácí
- Dialog s vesmírem /live/ – Progres 2
- Kosmopolis – Ilona Csáková
- Děvky ty to znaj – Kabát
- Valčík – Daniel Landa
- Švédská trojka – Tři sestry
- The Broadway Album – Helena Vondráčková

### Zahraniční
- Peligro – Shakira
- Heartwork– Carcass
- More ABBA Gold: More ABBA Hits – ABBA
- Happy Nation – Ace of Base
- The Sign – Ace of Base
- Get a Grip – Aerosmith
- Breaking Things – ALL
- Tales of Ephidrina – Amorphous Androgynous
- Seranades – Anathema
- Set the World on Fire – Annihilator
- Sound of White Noise – Anthrax
- Icky Mettle – Archers of Loaf
- Midnight Marauders – A Tribe Called Quest
- Freestyle – Ayibobo
- Rise – Bad Brains
- Recipe For Hate – Bad Religion
- Spirit of the Forest – Baka Beyond
- Golden Feelings – Beck
- Crazy Legs – Jeff Beck
- And the Forests Dream Eternally – Behemoth
- Gravity's Rainbow – Pat Benatar
- As canções que você fez pra mim – Maria Bethânia
- Deluxe – Better Than Ezra
- Debut – Björk
- Enta Da Stage – Black Moon
- Flyswatter – Blink–182 (debut EP demo)
- Modern Life Is Rubbish – Blur
- In God We Trust – Brand Nubian
- Pottymouth – Bratmobile
- Last Splash – The Breeders
- In Pieces – Garth Brooks
- Candlebox – Candlebox
- Brindo a la Vida, Al Bolero, a Ti – Vikki Carr
- Blood Music – Chapterhouse
- Charlie Hunter Trio – Charlie Hunter Trio
- Hey Man, Smell My Finger – George Clinton
- Hints, Allegations, and Things Left Unsaid – Collective Soul (debut)
- Both Sides – Phil Collins
- Mexican Moon – Concrete Blonde
- Close As Pages In A Book – Barbara Cook
- Coverdale Page – Coverdale Page
- Near Death Experience – Cro–Mags
- Thousand Roads – David Crosby
- August and Everything After – Counting Crows (debut)
- Kerosene Hat – Cracker
- Everybody Else Is Doing It, So Why Can't We? – The Cranberries (debut)
- Show – The Cure
- Paris – The Cure
- Focus – Cynic
- Black Sunday – Cypress Hill
- Individual Thought Patterns – Death
- Into the Labyrinth – Dead Can Dance
- Amon, Feasting the Beast (album) – Deicide
- Songs of Faith and Devotion – Depeche Mode
- The Body–hat Syndrome – Digital Underground
- Where You Been – Dinosaur Jr.
- Rock & Roll Christmas – Dion DiMucci
- Sad & Dangerous – Dirty Three
- The Colour of My Love – Céline Dion
- One Night in Time – Donovan
- The Wedding Album – Duran Duran
- Earth 2 – Earth
- Tabula Rasa – Einstürzende Neubauten
- Emerson, Lake and Palmer Live at the Royal Albert Hall – Emerson, Lake & Palmer
- UltraElectroMagneticPop! – The Eraserheads
- Give a Monkey a Brain, and He'll Swear He's the Center of the Universe – Fishbone
- Transmissions from the Satellite Heart – The Flaming Lips
- Mortal Kombat II Soundtrack – Dan Forden
- In on the Kill Taker – Fugazi
- Find Your Way – Gabrielle
- Vena Cava – Diamanda Galás
- Insanity and Genius – Gamma Ray
- Superstar Car Wash – The Goo Goo Dolls (first album in three years)
- Great Big Sea – Great Big Sea (debut)
- The Spaghetti Incident? – Guns N' Roses
- Fire In the Sky – Half Japanese
- Poetenes Evangelium – Morten Harket
- Cowgirl's Prayer – Emmylou Harris
- Debravation – Deborah Harry
- Fire – Hey
- Take Me as I Am – Faith Hill (debut)
- I Don't Love My Guru Anymore – Kristian Hoffman
- Lethal Injection – Ice Cube
- Sarsippius' Ark – Infectious Grooves
- The Ringmaster – Insane Clown Posse (2nd Joker's card)
- A Real Dead One – Iron Maiden
- A Real Live One – Iron Maiden
- Live at Donington – Iron Maiden
- Emergency on Planet Earth – Jamiroquai
- janet. – Janet Jacksonová
- Spilt Milk – Jellyfish
- Jerky Boys 1 – Jerky Boys (debut)
- Nightcap – Jethro Tull
- Joey Lawrence – Joey Lawrence
- Diary of A Mad Band – Jodeci
- A Bigger Piece Of Sky – Robert Earl Keen
- Happy Hour – King Missile
- Luiza – Ithamara Koorax
- Shania Twain – Shania Twain (debut)
- 14 Shots To The Dome – LL Cool J
- Are You Gonna Go My Way? – Lenny Kravitz
- Bridges To Bert – Leftover Salmon
- Aurora Gory Alice – Letters To Cleo (debut)
- Short, Sweet and Dread – Little Annie Anxiety Bandez
- Far Gone – Love Battery
- Concentration – Machines of Loving Grace
- Meron akong ano! – Francis Magalona
- Gold Against the Soul – Manic Street Preachers
- Music Box – Mariah Carey
- SlaughtaHouse – Masta Ace Incorporated
- Back to Basics – Maze
- So Tonight That I Might See – Mazzy Star
- Off the Ground – Paul McCartney
- Bat Out of Hell II: Back into Hell – Meat Loaf
- Houdini – Melvins
- Boces – Mercury Rev
- Something for Joey – Mercury Rev
- Don't Know How to Party – The Mighty Mighty Bosstones
- Superjudge – Monster Magnet
- Covenant – Morbid Angel
- Too Long in Exile – Van Morrison
- Bastards – Motörhead
- Bargainville – Moxy Früvous
- Five Dollar Bob's Mock Cooter Stew – Mudhoney
- 19 Naughty III – Naughty By Nature
- Are You Normal? – Ned's Atomic Dustbin
- Republic – New Order
- Live Seeds – Nick Cave and the Bad Seeds
- In Utero – Nirvana (final studio)
- Don't Miss the Train – No Use for a Name
- Igniton – The Offspring
- Bacdafucup – Onyx (debut)
- I Hear Black – Overkill
- Souled Out – Panjabi MC
- Icon – Paradise Lost
- Vs. – Pearl Jam
- Unknown Road – Pennywise
- Exile in Guyville – Liz Phair (debut)
- Rid of Me – PJ Harvey
- 4–Track Demos – PJ Harvey
- Porno for Pyros – Porno for Pyros (debut)
- Today's Active Lifestyles – Polvo
- Pork Soda – Primus
- Pablo Honey – Radiohead (debut)
- Rancid – Rancid (debut)
- Down With the King – Run D.M.C.
- No World Order – Todd Rundgren
- Counterparts – Rush
- Edge of Thorns – Savatage
- Chaos A.D. – Sepultura
- Out the Shizzy – 7 Seconds
- Peligro – Shakira
- Romulus Hunt: A Family Opera – Carly Simon
- Skunkhour – Skunkhour
- Piss! – Slank
- Smeared – Sloan
- Siamese Dream – The Smashing Pumpkins
- Doggystyle – Snoop Doggy Dogg
- Transient Random–Noise Bursts With Announcements – Stereolab
- The Groop Played Space Age Bachelor Pad Music – Stereolab
- Squint–Steve Taylor
- Libertine – Sun Dial
- Return Journey – Sun Dial
- On the Mouth – Superchunk
- Altered Beast – Matthew Sweet
- Elemental – Tears for Fears
- Greatest Hits – Technotronic
- Music – 311 (debut)
- Dreams Never Die – Tiffany
- Undertow – Tool (debut)
- Strictly 4 My N.I.G.G.A.Z. – Tupac Shakur(2 Pac)
- Bloody Kisses – Type O Negative
- Zooropa – U2
- Live MCMXCIII – The Velvet Underground
- My Brother's Keeper – Walter and Scotty
- Undisputed Godfather of the Blues – Junior Wells
- Pull – Winger
- Enter the Wu-Tang (36 Chambers) – Wu–Tang Clan
- Alapalooza – „Weird Al“ Yankovic
- In My Time – Yanni
- Shampoo Horn – Dweezil Zappa (s bratrem Ahmetem Zappou)
- Elements – The Best of Mike Oldfield – Mike Oldfield
- Elements: 1973–1991 – Mike Oldfield
- Crazy Diamond – Syd Barrett
- Sleepless: The Concise King Crimson – King Crimson
- A Chance Operation: The John Cage Tribute – různí,V.A.
- 23 Solo Pieces for La Naissance de L'Amour – John Cale
- Caged/Uncaged – různí,V.A.

## Hity

### Domácí
- „Pijánovka“ – Tři sestry
- „Spoutaná“ – Karya
- „Chci zas v tobě spát“ – David Koller
- „Pěkná pěná pěkná“ – Janek Ledecký
- „Jsem prý blázen jen“ – Zemětřesení
- „Rybitví“ – Yo Yo Band
- „Srdce z Avalonu“ – České srdce
- „Na kolena“ – Ivan Hlas
- „Jednou mi fotr povídá“ – Jan Kalousek
- „Sliby se maj plnit o Vánocích“ – Janek Ledecký
- „O bláznech“ – Michal Penk
- „Karviná“ – Yo Yo Band
- „Jó ulice“ – Daniel Landa
- „Tip, ta, dýda... Karlín“ – Ivan Hlas
- „Nahá“ – Wanastowi Vjecy
- „Slizkej had“ – Rapmasters
- „To mě láká“ – Yo Yo Band
- „Mám rád vůni tvý kůže“ – Pavel Vítek
- „Ona“ – Daniel Landa
- „Opilci v dějinách“ – Kabát
- „Láska jen pro jednu noc“ – Argema
- „Samba v kapkách deště“ – Burma Jones
- „Marmeláda“ – Lucie Vondráčková
- „Revolver a muzika“ – Peter Nagy
- „Ve větru“ – Shalom
- „Láska“ – Anna K
- „Soumrak bohů“ – Bára Basiková
- „Na nebi svítí“ – Dan Bárta
- „Život je nuda“ – Team
- „Nesmíš tančit sám“ – Style
- „Moderní děvče“ – Kabát

### Zahraniční
- „Nuthin' but a 'G' Thang“ – Dr. Dre
- „Hip Hop Hoorey“ – Naughty by Nature
- „I Wanna Know Your Name“ – Walter & Scotty
- „Dreamlover“ – Mariah Carey
- „Hero“ – Mariah Carey
- „I'd Do Anything for Love (But I Won't Do That)“ – Meat Loaf
- „I Can't Help Falling in Love with You“ – UB40
- „What's Up?“ – 4 Non Blondes
- „Informer“ – Snow
- „What is Love?“ – Haddaway
- „Cat's in the Craddle“ – Ugly Kid Joe
- „No Limit“ – 2 Unlimited
- „Rain“ – Madonna
- „Pray“ – Take That
- „Mr. Vain“ – Culture Beat
- „Ordinary World“ – Duran Duran
- „Come Undone“ – Duran Duran
- „Heart-Shaped Box“ – Nirvana
- „Please Forgive Me“ – Bryan Adams
- „Livin' on the Edge“, „Eat the Rich“, „Crying“ – Aerosmith
- „River of Dreams“ – Billy Joel
- „Without you“ – Mariah Carey